# Ворсино (Волоколамский район)
Ворсино — деревня в Волоколамском районе Московской области России.
Относится к сельскому поселению Чисменское, до муниципальной реформы 2006 года относилась к Чисменскому сельскому округу. Население — 2 чел. (2010), 20 чел. (2024).

## Расположение
Деревня Ворсино расположена примерно в 14 км к северо-востоку от центра города Волоколамска, на правом берегу небольшой реки Першинки (бассейн Иваньковского водохранилища). Ближайшие населённые пункты — деревни Ситниково и Чеблоково.

## Исторические сведения
В «Списке населённых мест» 1862 года Ворсино — казённая деревня 1-го стана Клинского уезда Московской губернии по левую сторону Волоколамского тракта, в 49 верстах от уездного города, при колодцах, с 15 дворами и 98 жителями (46 мужчин, 52 женщины).
По данным на 1890 год входила в состав Калеевской волости Клинского уезда, число душ составляло 135 человек.
В 1913 году — 22 двора, шерстобойня и маслобойня.
В 1917 году Калеевская волость была передана в Волоколамский уезд.
По материалам Всесоюзной переписи населения 1926 года — деревня Медведковского сельсовета Калеевской волости Волоколамского уезда, проживало 165 жителей (76 мужчин, 89 женщин), насчитывалось 33 крестьянских хозяйства.
С 1929 года — населённый пункт в составе Волоколамского района Московской области.

## Население
| 1852 | 1859 | 1890 | 1926 | 2002 | 2006 | 2010 |
| ---- | ---- | ---- | ---- | ---- | ---- | ---- |
| 115  | ↘98  | ↗135 | ↗165 | ↘3   | ↗77  | ↘0   |